# Nissan GT-R
O Nissan GT-R é um modelo de automóvel superesportivo produzido pela Nissan, foi anunciado em 2001 com o objectivo de dar sequencia a marca GT-R (que surgiu na década de 1960 que fez sucesso com o Skyline), em 6 de Dezembro de 2007 foi oficialmente lançado no Japão, em 2008 chegou aos Estados Unidos, Canadá e Portugal, no resto do mundo apenas em 2009. O modelo 2007 possui um motor 3.8 V6 Biturbo com potência de 480Cv (362 kW) e 59.95Kgfm (588,0N.m.) de torque, acoplado a uma transmissão automatizada de 6 marchas com dupla embreagem e sistema de tração AWD ATTESA E-TS®, esse conjunto fornece desempenho capaz de levar os 1740Kg de 0–100 km/h em 2.7s e tem velocidade
máxima de 385 à 395 km/h.
O projeto do Nissan GT-R foi coordenado pelo engenheiro japonês Kazutoshi Mizuno, que no início do projeto já contava com mais de 40 anos de experiencia, foi engenheiro focado em corridas, diretor de equipe e designer de carros. Kazutoshi juntamente com toda a equipe queria revolucionar o mercado de supercarros com algo que suprisse as necessidades dos clientes, para isso o carro precisava passar a marca de 300km/h e não deveria custar mais de 100 mil dólares. Para que isso fosse possível a Nissan optou por produzir o supercarro em massa na maior e mais tecnológica fabrica da Nissan, que fica situada em Tochigi no Japão, a técnica de montagem exige muito mais precisão por se tratar de um carro incomum, os únicos componentes montados á mão são o motor e o câmbio que são produzidos em lugares diferentes e posteriormente montados no GT-R em Tochigi.
O GT-R carrega a cultura japonesa desde seu projeto inicial, seu design foi inspirado nos robôs Gundam, o carro é oposto aos concorrentes europeus e americanos, o GT-R tem linhas fortes e robustas sugerindo baixa eficiência aerodinâmica, mas oque acontece é justamente o contrario, com um coeficiente aerodinâmico de 0,26 o design GT-R é pensado e produzido para reduzir arrastos e vórtices ao máximo, além de empurrar o carro para baixo aumentando a aderência e segurança em altas velocidades.